# Myrmecina
Myrmecina is een geslacht van vliesvleugelige insecten van de familie Mieren (Formicidae).

## Soorten
- M. alpina Shattuck, 2009
- M. amamiana Terayama, 1996
- M. americana Emery, 1895
- M. atlantis Santschi, 1939
- M. australis Wheeler, G.C. & Wheeler, J., 1973
- M. bandarensis Forel, 1913
- M. brevicornis Emery, 1897
- M. butteli Forel, 1913
- M. cacabau (Mann, 1921)
- M. curtisi Donisthorpe, 1949
- M. curvispina Zhou, Huang & Ma, 2008
- M. difficulta Shattuck, 2009
- M. eruga Shattuck, 2009
- M. flava Terayama, 1985
- M. graminicola

Oprolmier (Latreille, 1802)
- M. guangxiensis Zhou, 2001
- M. hamula Zhou, Huang & Ma, 2008
- M. harrisoni Brown, 1967
- M. inaequala Shattuck, 2009
- M. kaigong Terayama, 2009
- M. mandibularis Viehmeyer, 1914
- M. melloni Rigato, 1999
- M. modesta Mann, 1919
- M. nesaea Wheeler, W.M., 1924
- M. nipponica Wheeler, W.M., 1906
- M. opaciventris Emery, 1897
- M. pauca Huang, Huang & Zhou, 2008
- M. pilicornis Smith, F., 1858
- M. polita Emery, 1897
- M. pumila Shattuck, 2009
- M. punctata Emery, 1897
- M. rugosa Forel, 1902

- M. ryukyuensis Terayama, 1996
- M. sauteri Forel, 1912
- M. semipolita Forel, 1905
- M. sicula André, 1882
- M. silvalaeva Shattuck, 2009
- M. silvampla Shattuck, 2009
- M. silvangula Shattuck, 2009
- M. silvarugosa Shattuck, 2009
- M. silvatransversa Shattuck, 2009
- M. sinensis Wheeler, W.M., 1921
- M. striata Emery, 1889
- M. strigis Lin & Wu, 1998
- M. sulcata Emery, 1887
- M. taiwana Terayama, 1985
- M. transversa Emery, 1897
- M. undulata Emery, 1900
- M. urbanii Tiwari, 1994
- M. vidyae Tiwari, 1994
- M. wesselensis Shattuck, 2009